# Schachowskaja
Schachowskaja (russisch Шаховска́я) ist eine Siedlung städtischen Typs sowie Verwaltungszentrum des gleichnamigen Rajons in der Oblast Moskau, Russland. Sie liegt rund 150 km westlich von Moskau entfernt, nahe der Grenze zu den Oblasten Twer und Smolensk, und hat 10.728 Einwohner (Stand 14. Oktober 2010). Nächstgelegene Stadt ist Wolokolamsk 30 km östlich von Schachowskaja.

## Geschichte

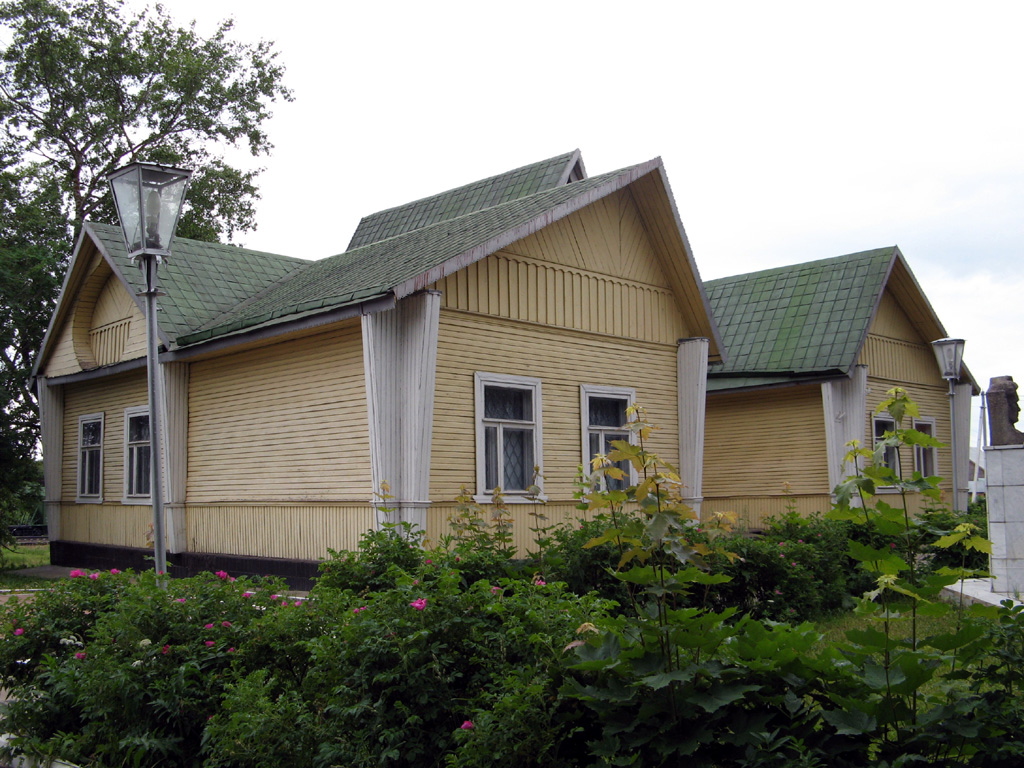
Heimatmuseum von Schachowskaja

Der Ort entstand 1901 mit dem Bau der Eisenbahntrasse Moskau–Riga als Stationssiedlung. Benannt wurde Schachowskaja nach der Fürstin Schachowskaja, der das Land nahe dem Ort damals gehört hatte. 1929 wurde Schachowskaja Verwaltungszentrum des neu gebildeten Rajons. 1930 wurde die erste Maschinen-Traktoren-Station des Ortes eingerichtet.
In den 1960er- bis 1970er-Jahren wurde Schachowskaja erheblich ausgebaut. Dabei entstanden mehrere Neubauviertel, später auch ein Heimatmuseum.

### Bevölkerungsentwicklung
| Jahr | Einwohner |
| ---- | --------- |
| 1926 | 859       |
| 1939 | 3.274     |
| 1959 | 3.698     |
| 1970 | 5.841     |
| 1979 | 9.375     |
| 1989 | 10.393    |
| 2002 | 10.439    |
| 2010 | 10.728    |

Anmerkung: Volkszählungsdaten

## Wirtschaft und Verkehr

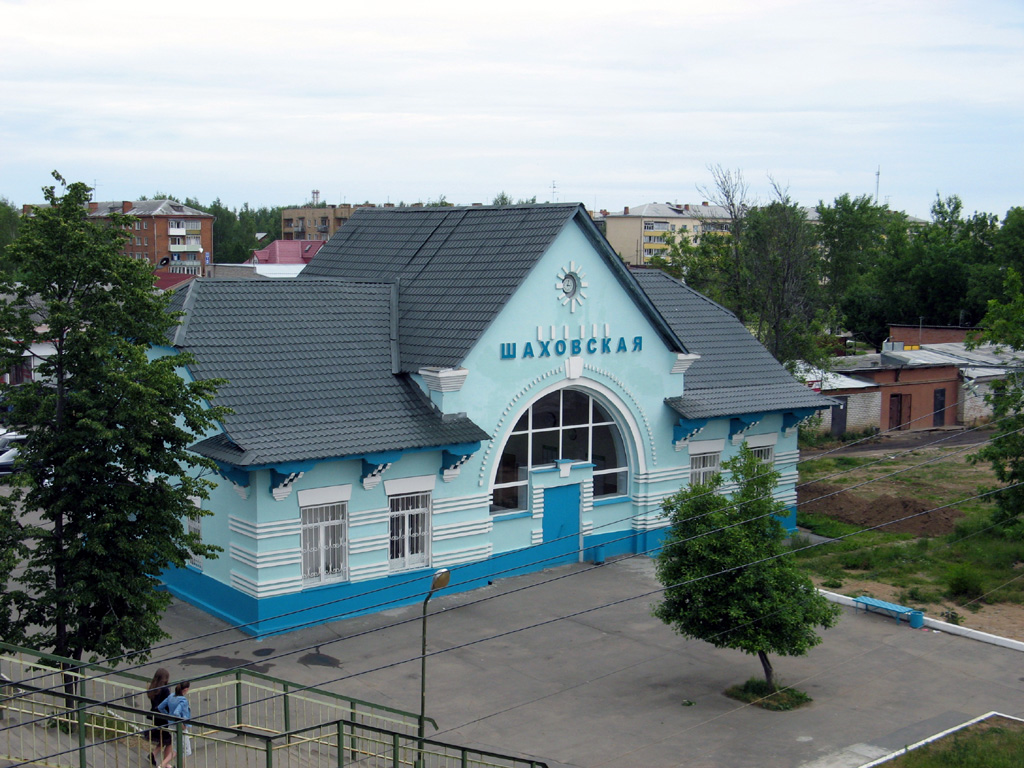
Bahnhof Schachowskaja

Die Industrie ist in Schachowskaja mit einem Sägewerk, einer Ziegelei und einer Molkerei vertreten. 2003 wurde in der Siedlung mit Beteiligung deutscher Investoren eine Fabrik für Glühlampen errichtet die Produktion musste allerdings 2006 wegen geringer Rentabilität gestoppt werden.
Der Ort ist an die Fernstraße M9 und an die Bahnstrecke Moskau–Riga mit Direktverbindungen nach Moskau zum Rigaer Bahnhof angeschlossen.